# Joey Lauren Adams
Joey Lauren Adams (North Little Rock, Arkansas, 9 de enero de 1968) es una actriz estadounidense que ha aparecido en más de treinta películas. Es conocida por su inconfundible voz aguda y por sus papeles en la película Chasing Amy, por el que recibió una nominación al Globo de Oro a la mejor actriz.

## Carrera
Comenzó su carrera cinematográfica en 1977 con un pequeño papel en Exorcist II: The Heretic. En 1991 apareció en el episodio 100 de Married... with Children, llamado «Top of the Heap», y posteriormente actuó en su spinoff de breve duración. En 1993, consiguió su primer papel importante como Simone en Dazed and Confused, dirigida por Richard Linklater. Ese mismo año, apareció en el filme spinoff de Saturday Night Live, Coneheads, como una de las amigas de Connie Conehead. Dos años más tarde, apareció en Mallrats, escrita y dirigida por Kevin Smith, con el que mantuvo una relación durante la posproducción de la película. Esta relación sirvió a Smith de inspiración para su siguiente película. En 1996, mientras Smith terminaba el guion de Chasing Amy, fue elegida para un papel en la comedia slapstick Bio-Dome,  dirigida por Jason Bloom. Adams interpretó el papel de Monique, la novia de Bud Macintosh (Pauly Shore).
En 1997, Smith contrató a Adams para la película Chasing Amy, en el papel principal de Alyssa Jones, una lesbiana que se enamora de un hombre, interpretado por Ben Affleck. Además de su trabajo actoral en esta película, Adams escribió e interpretó la canción «Alive» para la banda sonora. La actuación de Adams en Chasing Amy le llevó a ganar el premio Chicago Film Critics Award 1997 y el premio Las Vegas Film Critics Society Award para la actriz más prometedora, y una nominación al Globo de Oro a la mejor actriz de cine musical o comedia. A partir de ahí, fue tenida en cuenta para interpretar el papel femenino principal en la siguiente película de Smith, Dogma, pero finalmente Linda Fiorentino consiguió ese papel. Sin embargo, más tarde haría apariciones breves en otros dos proyectos de Smith: Jay and Silent Bob Strike Back y el corto de animación Clerks: The Lost Scene. En esas dos intervenciones, Adams volvió a interpretar el papel de Alyssa Jones. En 1998, coprotagonizó el drama A Cool, Dry Place, con Vince Vaughn.
En 2005, tuvo un papel como invitada en un episodio de la serie de televisión Veronica Mars. También, en 2006, debutó como directora con Come Early Morning, protagonizada por Ashley Judd, Jeffrey Donovan, Diane Ladd, Tim Blake Nelson y Laura Prepon. La película, rodada en Little Rock (Arkansas), fue seleccionada para el Festival de Cine de Sundance de 2006. En 2006, recibió con Lian Lunson y Nicole Holofcener, el premio Women in Film Dorothy Arzner Directors Award. Asimismo, formó parte del reparto de la comedia The Break-Up, con Vince Vaughn y Jennifer Aniston, interpretándo a la mejor amiga de la protagonista.
En noviembre de 2009, Interscope Records lanzó el debut como directora de Adams en un video musical, titulado «Belle of the Boulevard», de Dashboard Confessional.
Adams volvió a la televisión en marzo de 2010, en la serie United States of Tara, del canal Showtime, donde apareció en seis episodios como Pammy, una camarera que se enamora de Buck, una de las personalidades alternativas del carácter del título.
Se ha especulado sobre el hecho de que su agudísimo tono de voz haya perjudicado su carrera como actriz: «No es una voz normal, ni se ajusta a las ideas preconcebidas de la gente sobre cómo debe sonar una voz femenina. Mi madre no cree que tenga una voz inusual, sin embargo, estoy segura de que me ayudó a conseguir algunos papeles, aunque casi no conseguí el de Chasing Amy porque hubo quien dijo que disgustaría a algunos». Un crítico de cine se refirió a su voz como un «gatita sexual que aspiró helio».
Otro dijo que sea que amen u odien su voz, tiene el «potencial de hipnotizar».

## Vida personal
Adams nació en North Little Rock (estado de Arkansas). Su padre era dueño de un almacén de madera.
Adams fue la menor de tres niños en el barrio Overbrook en North Little Rock. Se graduó en la Ole Main High School en 1986. Anunció su intención de dedicarse a la actuación después de un año de intercambio estudiantil en Australia.
En 1988 se mudó a Hollywood. Actualmente vive en Oxford (Misisipi).

## Filmografía
- 1993: Coneheads
- 1993: Dazed and Confused
- 1993: The Program
- 1994: The Pros & Cons of Breathing
- 1994: Sleep with Me
- 1994: S.F.W.
- 1995: Mallrats
- 1996: Drawing Flies
- 1996: Bio-Dome
- 1996: Michael
- 1997: Chasing Amy (también compuso e interpretó en la película la canción «Alive»)
- 1998: A Cool, Dry Place
- 1999: Emergency Room 2
- 1999: Un papá genial
- 2000: Bruno
- 2000: Beautiful
- 2001: Harvard Man
- 2001: Dr. Dolittle 2 (voz)
- 2001: Reaching Normal
- 2001: In the Shadows
- 2001: Jay and Silent Bob Strike Back (cameo)
- 2002: Grand Champion
- 2002: Beeper
- 2003: The Big Empty
- 2004: The Gunman
- 2004: Clerks: The Lost Scene (solo voz)
- 2006: Bunny Whipped
- 2006: The Break-Up
- 2006: Come Early Morning (guionista y directora).
- 2008: Trucker
- 2009: ExTerminators
- 2009: Endure
- 2010: Art Machine
- 2014: Animal